# Josef Kihlberg AB
Josef Kihlberg AB är ett svenskt företag som tillverkar klammer för industriell häftning och transportförpackningar. Det grundades 1841 vid Sandtorget i Hjo som Emil Synnergrens Järnhandel. Affären flyttade 1880 till en egen fastighet vid Stora Torget, idag benämnd Kihlbergsgården. År 1884 övertog August Källmark (1841-1901) fastigheten och järnhandeln, vilken döptes om till "Aug. Källmarks Järnbod". Dennes systerson Josef Kihlberg (1871–1931), som sedan tolv år arbetat i affären, blev 1899 kompanjon och övertog affären 1901 efter morbroderns död tillsammans med änkan. Namnet ändrades 1907 till Kihlberg & Källmark Järnhandel.
Josef Kihlberg började med partihandel vid sidan om detaljhandeln i Hjo, grundade 1909 också Josef Kihlbergs Vagnsfjäderfabrik i Hjo för att tillverka vagnfjädrar och började 1912 importera kontorsmaskiner. År 1918 övertog han hela rörelsen.
Josef Kihlberg dog 1931, varefter företaget övertogs av sonen Sven Kihlberg (1913–1949). År 1946 uppfördes en verkstad för tillverkning av häftklamrar och verktyg. År 1968 lades järnhandeln och 1982 vagnsfjäderfabriken ned. Företaget integrerade bakåt med inköp av Sjötofta tråddrageri 1981 och expanderade sin produktion av häftklamrar och häftverktyg genom köp av tyska Haubold-Airfx GmbH 1985. Den ursprungliga modellen av Kihlbergs manuella häftpistol tillverkades i femtio år fram till 1995.
Josef Kihlberg AB såldes till amerikanska  Illinois Tool Works (ITW) 2006, som 2014 köptes av Carlyle Group. Det ingår sedan 2014 av amerikanska Signode Industrial Group LLC.